# Маску

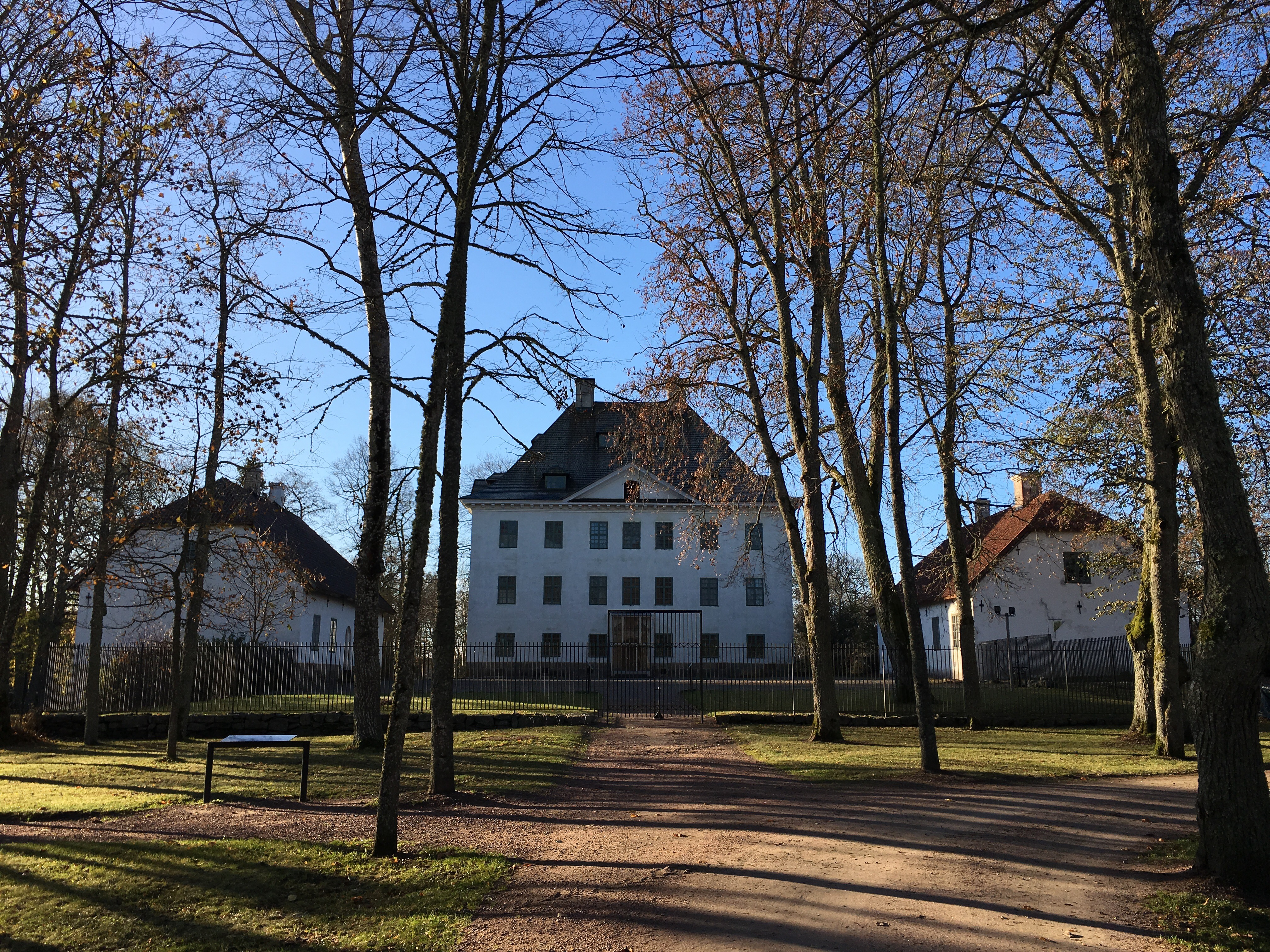
Louhisaari Manor

Маску (фин. Masku, швед. Masko) — община в провинции Исконная Финляндия, губерния Западная Финляндия, Финляндия. Общая площадь территории — 204,11 км², из которых 29,21 км² — вода.

## Экология
11 августа 2013 года в районе города из-за неисправности электродатчиков произошла обширная утечка сточных вод в реку Маскунйоки, вызвавшая сильное загрязнение окружающей среды.

## Демография
На 31 декабря 2022 года в общине Маску проживают 9642 человека: 4890 мужчин и 4752 женщина.
Финский язык является родным для 98,12 % жителей, шведский — для 0,96 %. Прочие языки являются родными для 0,92 % жителей общины.
Возрастной состав населения:
- до 14 лет — 22,73 %
- от 15 до 64 лет — 64,19 %
- от 65 лет — 12,91 %

Изменение численности населения по годам:
| Год  | Численность |
| ---- | ----------- |
| 1980 | 5209        |
| 1990 | 6887        |
| 2000 | 7763        |
| 2010 | 9455        |
| 2020 | 9543        |
| 2022 | 9642        |